# Italian International 2015
Die Italian International 2015 im Badminton fanden vom 8. Dezember bis zum 11. Dezember 2015 in Mailand statt.

## Sieger und Platzierte
| Disziplin    | Gold                           | Silber                              | Bronze                              |
| ------------ | ------------------------------ | ----------------------------------- | ----------------------------------- |
| Herreneinzel | Brice Leverdez                 | Marc Zwiebler                       | Kieran Merrilees                    |
| Herreneinzel | Brice Leverdez                 | Marc Zwiebler                       | Thomas Rouxel                       |
| Dameneinzel  | Natalia Koch Rohde             | Olga Konon                          | Lee Chia-hsin                       |
| Dameneinzel  | Natalia Koch Rohde             | Olga Konon                          | Linda Zechiri                       |
| Herrendoppel | Kasper Antonsen Niclas Nøhr    | Mathias Christiansen David Daugaard | Adam Cwalina Przemysław Wacha       |
| Herrendoppel | Kasper Antonsen Niclas Nøhr    | Mathias Christiansen David Daugaard | Mark Lamsfuß Marvin Seidel          |
| Damendoppel  | Gabriela Stoeva Stefani Stoeva | Setyana Mapasa Gronya Somerville    | Anastasia Chervyakova Olga Morozova |
| Damendoppel  | Gabriela Stoeva Stefani Stoeva | Setyana Mapasa Gronya Somerville    | Maiken Fruergaard Sara Thygesen     |
| Mixed        | Niclas Nøhr Sara Thygesen      | Matthew Nottingham Emily Westwood   | Rodion Kargaev Ekaterina Bolotova   |
| Mixed        | Niclas Nøhr Sara Thygesen      | Matthew Nottingham Emily Westwood   | Marvin Seidel Linda Efler           |